# Четырёхосный тендер паровозов ФД и ИС
Четырёхосный объединённый тендер для первых паровозов серий ФД и ИС был создан в связи с задержкой на Коломенском заводе проектирования 6-осного тендера. Применялся только на паровозах ФД20-1 (с №2 заменён типом 17) и ИС20 № 1—6 (с № 8 был заменён 6П).

## Проектирование
Весной 1931 года эскизное проектирование нового мощного паровоза типа 1П (будущий ФД) уже подходило к концу. Так как он был мощней, чем все предыдущие паровозы советской постройки, то на Коломенском заводе велось проектирование первого в Советском Союзе 6-осного тендера. Однако, в отличие от проектирования паровоза, проектирование нового тендера велось довольно медлительно (данный проект так и не был завершён, а проектированием 6-осного тендера занялся Луганский паровозостроительный завод). Из-за этого возникла вероятность, что к выпуску паровоза тендер попросту не будет готов. Тогда в Техническом бюро Транспортного отдела ОГПУ (ТБ ОГПУ) было решено спроектировать для первого паровоза 4-осный тендер вмещающий 12 тонн топлива и 32 тонны воды, взяв за основу тендер паровозов Эу.
По первоначальному заданию, длина тендера должна была быть такова, чтобы колёсная база паровоза ФД с этим тендером составляла 21 782 мм, а паровоза ИС — 22 155 мм, что давало им возможность помещаться на поворотных кругах диаметром 23 метра. Однако в ходе проектирования конструкторы были вынуждены отказаться от короткого тендера и повысить его длину. Причины на это были следующие:
1. Перегрузка задней тележки, устранение которой путём отката тележки назад было исключено, ввиду ограниченной колёсной базы;
2. Размещение большого объёма воды и топлива при столь ограниченной длине приводило к тому, что нарушался верхний габарит подвижного состава, а размещение водных баков в междурамном пространстве значительно усложняло конструкцию самой рамы и приводило к необходимости применять в отдельных местах одностороннюю сварку;
3. Из-за высоких бортов угольного ящика и водных баков, тендер приобретал форму близкую к кубу, что портило внешний вид не только тендера но и паровоза в целом;
4. Из-за высокого уровня воды в тендере, возникала опасность того, что эта вода могла залить батарею водоподогревателя, поднять который выше не позволяли габаритные ограничения.

В результате пересмотра расчётов, длина и колёсная база тендера была увеличена. Согласно окончательному проекту колёсная база паровоза ИС с 4-осным тендером должна была составлять 22 780 мм, а паровоза ФД — 22 707 мм.

## Конструкция
Рама тендера выполнена из горизонтального стального листа толщиной 14 мм и приваренной к нему электросваркой хребтовой балки, которая в свою очередь состоит из 2 вертикальных (толщина 16 мм) и одного нижнего горизонтального (толщина 14 мм) листа, соединённых друг с другом также с помощью электросварки. Верхний горизонтальный лист рамы также является дном водного бака, который имеет в плане размеры 8000×3100 мм при высоте 2400 мм. Толщина стенок бака 5 мм и они составляют с рамой одно целое, то есть тендер представляет собой цельнонесущую конструкцию. Спереди рамы расположен стяжной ящик, служащий для соединения тендера с паровозом, а в задней части расположен литой буферный брус, на котором крепится винтовая сцепка (со временем её сменила автосцепка СА-3) и буферы.